# Cortodera cirsii
Cortodera cirsii är en skalbaggsart som beskrevs av Holzschuh 1975. Cortodera cirsii ingår i släktet Cortodera och familjen långhorningar. Inga underarter finns listade i Catalogue of Life.